# سفارة فنزويلا في بولندا
سفارة فنزويلا في بولندا هي أرفع تمثيل دبلوماسي لدولة فنزويلا لدى بولندا. تقع السفارة في وهي تهدف لتعزيز المصالح الفنزويلية في بولندا.

## وصلات خارجية
- الموقع الرسمي
- قائمة سفارات فنزويلا
- قائمة السفارات في بولندا